# Основно училище „Св. св. Кирил и Методий“ (Драгановец)
Основно училище „Св. св. Кирил и Методий“ е основно училище в село Драгановец, община Търговище, разположено на адрес: ул. „Камчия“ № 9. Основано е през 1888 г. То е единственият образователен център в историко-географската област Герлово, на територията на община Търговище. От август 2020 г. директор на училището е Мария Янева.
През учебната 2020/2021 г. са записани 30 ученици, разпределени в три слети и една самостоятелна паралелки, като 10 от децата са от село Преселец. През юли 2020 г. в докладна записка до Общинския съвет зам.-кметът на Търговище – Рая Матева, предлага училището да стане защитено. В отделна докладна е предложено училището да стане и средищно, тъй като най-близкото общинско училище е разположено на 21 км разстояние.

## История
През 1888 г. с. Драгановец наброява 95 къщи, от които 60 турски и 35 български. През същата година всички селяни се съгласяват да купят една турска къща за училище и пазарят учител, който да им учи децата да пишат и четат. Името на първия учител не се помни, но веднага след него учител става Къню Пеев, родом от Драгановец, който имал второкласно образование. След него дошъл Стоян Аврамов от село Вардун, а по-късно назначен за даскал бил Бони Николов от село Имренчево, Преславско. Той бил сакат с двата крака, поради което учениците го носили на ръце по стълбите на училището. След него в селото идват учители с по-добро образование – Куцар Радев от Търговище, който бил с четвъртокласно образование.
След 1892 г. от частно то става обществено. Зареждат се учителите Вардун Попов от Върбица (тогава село), Керка Стойчева от гр. Ески Джумая (Търговище) с третокласно образование, а след тях вече учители с педагогическо образование като Черньо Ненков и Никифор Петков. От 1902 г. до 1904 г. учителства Сарафка Панайотова от гр. Шумен със седмокласно образование.
До 1903 г. занятията се водят в турската къща, прозорците на които са били много малки, потонът се мажел с пръст, а за маса на учителя служела една врата, скована на четири стола. След приключването на учебната година училищните настоятели се погрижили да поправят училището. Направили по-широки прозорците, потона оковали с дъски, стаите се поразширили. Училищното здание се състояло от 2 стаи над маза, от които по-голямата била учебна, а по-малката служела за килийка (черква). В учебната стая имало само четири чина. През 1903 г. поради увеличение на децата училищното настоятелство закупува още един чин и по този начин чиновете стават пет. До 1902 г. училището се отоплява с дърва, които учениците си носели от вкъщи. Оттогава дървата се осигуряват от общинската гора.
В първите години от съществуването на училището в него се приемат ученици над 7 годишна възраст. Имало е даже ученик в първо отделение, който бил на 12 години. През учебната 1903/1904 г. числото на учениците достига 35, като от тях 10 са в първо отделение, 10 – във второ, 8 – в трето и 7 – в четвърто. Момчетата и момичета учат заедно. Учебният курс трае 4 години, две години долен курс и две години горен курс. Обучението през деня продължава 5 часа. Часовете се вземат преди обяд и след обяд. Давали са се 10 минути междучасие. Учебната година е започвала между 10 и 15 септември и е завършвала на 11 май – Деня на светите братя Кирил и Методий.
До 1902 г. в училището няма прислужник, поради което за чистотата и реда се грижели родителите на учениците, които се редували на смени. През 1902 г. обаче училищното настоятелство назначава прислужник. Училището няма и училищна градина, само неподдържан двор, без зеленина. Учителят Никифор Петков през 1902 г. прави градина, в която посажда градински цветя. От 1907 г. долният курс се удължава от 2 на 4 години.
На 23 септември 1912 г. училището е затворено поради мобилизацията на мъжете в армията и отворено отново едва на 15 февруари 1913 г. В края на учебната година учениците не държат изпит, а минават според текущия си успех в по-горно отделение. Учители през тази година са жени – Сарафка Иларионова и Недялка Читакова. Изпити започват да се провеждат едва перз 1915 г.
През 1936 г. основите на сградата на сегашното основно училище, която е довършена окончателно през 1938 г. В изграждането на училището участват почти всички селяни с доброволен труд. След 1944 г. грижата за училището е вече ангажимент на кметството.
През учебната 1945/1946 г. се открива трети клас (равен на днешния седми клас) и по този начин прогимназията става пълна. От учебната 1951/1952 г. училището започва бързо да се озеленява. В училищния двор се засаждат повече от 30 дръвчета, ясен и липа. През учебната 1953/1954 г. училището е измазано отвън и е елетрифицирано. През учебната 1955/1956 г. западната част на училищния двор е превърната в парк, а класните стаи и коридорите са освежени и украсени с цветя в саксии.